# Violettkron-Brillantkolibri
Der Violettkron-Brillantkolibri (Eugenes fulgens) oder Dickschnabelkolibri ist ein Vogel aus der Familie der Kolibris (Trochilidae) und die einzige Art der somit monotypischen Gattung Eugenes. Er kommt vom Südwesten der Vereinigten Staaten bis in den Norden Nicaraguas vor. Der Bestand wird von der IUCN als „nicht gefährdet“ (least concern) eingestuft.

## Merkmale

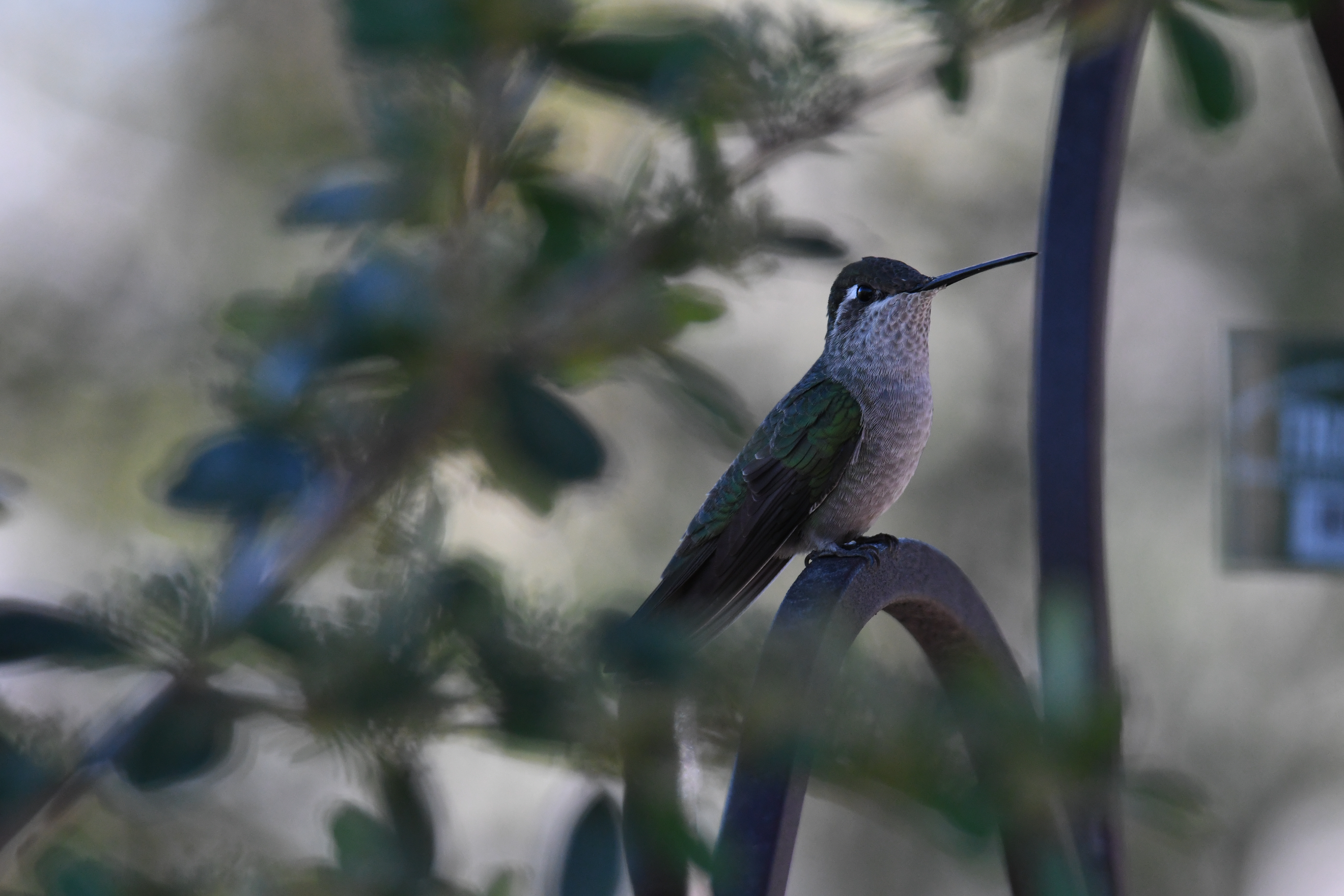
Violettkron-Brillantkolibri ♀

Der Violettkron-Brillantkolibri erreicht eine Körperlänge von etwa 12 bis 13,5 cm, bei einem Gewicht von ca. 6,74 bis 8,1 g. Die Männchen haben einen geraden schwarzen Schnabel. Hinter dem Auge befindet sich ein kleiner weißer Fleck. Der vordere Oberkopf und der Oberkopf glitzern violett. Die Kehle schimmert türkisgrün. Die Ohrdecken wirken dunkel. Der Nacken und der Rest der Oberseite sind grün. Die Unterseite ist schwärzlich, wobei die seitlichen Flanken grün gesprenkelt sind. Die dunklen Unterschwanzdecken haben einen weißen Saum. Der Schwanz ist grün bis bronzegrün gefärbt. Bei den Weibchen sticht der weiße Fleck deutlich vom grünen Oberkopf und den schwarzen Ohrdecken ab. Der Nacken und die Oberseite sind grün. Sowohl die Kehle als auch die Unterseite sind dunkelgrau. Die Unterschwanzdecken sind weiß gesäumt. Beim grünen Schwanz weisen die äußeren Steuerfedern am Ende ein dickes schwarzes Band mit weißen Flecken auf.
Noch nicht ganz ausgewachsene Männchen haben eine grüne Oberseite mit reichlichen Schuppen, die an den Enden helle Säume aufweisen. Die Kehle und die Unterseite sind dunkelgrün und haben wie die Oberseite helle Ränder. Oft deuten sich der violette Oberkopf und die grüne Kehle schon an. Das schwarze Band an den äußeren Steuerfedern fehlt und die weißen Flecken sind dichter.

## Verbreitung und Lebensraum

Verbreitungskarte des Violettkron-Brillantkolibris

Man findet Violettkron-Brillantkolibris in der Nähe von Kiefern- und Eichenwäldern, die in Lichtungen und an den Rändern Blumen aufweisen. Während sie weiter ziehen, sieht man sie auch in Wüstengraslandschaften und offenem Ackerland mit blühenden Agaven. Dabei bewegen sie sich in Höhen zwischen 1300 und 3300 Metern, meist aber zwischen 1500 und 3000 Metern. Außerdem kommt er in feuchten Bergwäldern und an Waldrändern vor. Gelegentlich ist er auch in Wäldern unterwegs, bevorzugt aber Waldränder und Sekundärvegetation. Hier bewegt er sich in Höhenlagen von 1500 bis 2740 Metern. In Colorado waren alle Sichtungen unter 2500 Metern. Die Präsenz in höheren Lagen kann durch Blüten und Insekten im Spätfrühling und Sommer erklärt werden. Ebenso wurde er schon in Canyons mit Flüssen gesehen, doch scheint es keinen enge Bindung an Uferlebensräume zu haben. In Guatemala kommt er auch Höhenlagen bis runter auf 900 Metern vor.

## Verhalten
Violettkron-Brillantkolibris suchen ihr Futter oder sitzen in praktisch allen Stratifikationschichten. Oft sitzen sie auf den Ästen der oberen Straten und stürmen kurz heraus, um Insekten zu jagen. Während der Brutzeit verteidigen die Männchen aggressiv ihr Territorium, das oft von vielen Kratzdisteln durchzogen ist. Gelegentlich machen sie Ausflüge in die Kronen, um die Blüten von Heidekrautgewächsen und Passionsblumen anzufliegen. Die Weibchen besuchen gerne die zu der Familie der Glockenblumengewächse gehörenden Centropogon, wo sie als sogenannte Trapliner in rascher Folge von einer Blüte zur anderen wechseln und diese regelmäßig aufsuchen. Andere Pflanzen, die beide Geschlechter anfliegen, sind Fuchsien und Hammersträucher.

## Lautäußerungen
Der Ruf klingt wie laute scharfe tschik- und tschip-Laute, die Violettkron-Brillantkolibris oft auf Ästen sitzend wiederholen. Außerdem geben sie ein weiches, leichtes Summen und gurgelndes Summen von sich.

## Fortpflanzung
Im Norden und im Zentrum von Mexiko brüten Violettkron-Brillantkolibris von Mai bis August, in Guatemala erst ab Juli bis August. In Costa Rica ist die Brutzeit noch später von November bis März. Ihr Nest bauen sie zu einem dicken Kelch. Zum Bau benutzen sie weiche Pflanzen, Fasern und Wurzeln. Die Außenseite bedecken sie dicht mit Moos und Flechten. Das Nest bauen sie in ca. 3 Meter Höhe in Bambusstämmen und im Unterholz von Wäldern.

## Unterarten
Der Violettkron-Brillantkolibri  gilt als monotypisch. Lange wurde der Glitzerbrillantkolibri (Eugenes spectabilis) als Unterart betrachtet.

## Etymologie und Forschungsgeschichte
William Swainson beschrieb den Kolibri unter dem Namen Trochilus fulgens. Das Typusexemplar stammte von den Tafelbergen bei Temascaltepec und wurde von William Bullock und seinem Sohn William Bullock, Junior gesammelt. Erst 1856 schlug ihn John Gould der neuen Gattung Eugenes zu. Da René Primevère Lesson 1929 das Synonym Ornismya Rivolii zu Ehren François Victor Massénas, zweiter Herzog von Rivoli und dritter Fürst von Essling (1799–1863), verwendete, findet sich in englischsprachiger Literatur auch der Name Rivoli’s Hummingbird.
Der Gattungsname Eugenes stammt vom griechischen Wort ευγενής eugenḗs, das „nobel, hochgeboren“ bedeutet. Das Wort fulgens leitet sich von lateinisch fulgens, fulgentis, fulgere ‚funkelnd, glänzend, glitzernd‘ ab.